# История Севастополя
История городских поселений на территории современного Севастополя насчитывает более 25 столетий.

## Херсонес

### Древнегреческийполис
В античности на территории, на которой расположен современный Севастополь, располагалась греческая колония Херсонес, основанный выходцами из Гераклеи Понтийской в V веке до н. э.. Вскоре Херсонес стал одним из основных греческих полисов Причерноморья и в дальнейшем распространил своё влияние на весь западный Крым (Керкинитида, Калос - Лимен). Город неоднократно переживал подъём и упадок и окончательно утратил своё значение уже во времена Киевской Руси.

### Римский период: 40-405 годы н. э.
Нашествие готов
Нашествие гуннов

### Византийский период: 405—1237 годы
В городе отбывает ссылку свергнутый император Юстиниан II, который затем возвращается к власти (705 год). Опасаясь репрессий Юстиниана, город на несколько лет переходит под протекторат Хазарского каганата.
Восстание в Херсонесе Вардана Филиппика против Юстиниана II в 711 году и провозглашение Вардана императором Византии.
Поход князя Владимира Святославовича на Херсонес (Корсунь) в 987 году и его взятие в 988 году.

### В составе княжестваФеодоро, владенийГенуи, Золотой Орды
После того, как в степном Крыму утвердились кочевники-татары, в гористой части юго-западного Крыма образовалось православное княжество Феодоро с центром в крепости Мангуп (Дори, Феодоро). С юга земли феодоритов ограничивались приморскими владениями генуэзцев. Единственным выходом к морю у княжества был небольшой участок в устье речки Чёрной, где была воздвигнута крепость Каламита. Ныне это — окраина г. Инкерман, входящего в состав Севастополя (сохранились остатки башен).
Со второй половины XIV века генуэзцы закрепились в Херсонесе, который носил у них название Сарсона.
Под владычеством Золотой Орды город носил название Сарукерман.
В 1363 году Великий князь Литовский Ольгерд, распространивший своё княжество до Чёрного моря вслед за победой над крымчаками в Синеводской битве в конце предыдущего года, разбил крымскотатарское войско близ устья Днепра, вторгся в Крым и разграбил Сарсону/Херсонес. Об этом событии упоминает российский историк Карамзин, однако его достоверность ставят под сомнение (как «старую историографическую традицию») такие современные исследователи как В. Л. Мыц.
Преемник Ольгерда, Витовт в 1397 году пошёл на Крым и тоже взял Сарсону/Херсонес, дойдя до столицы генуэзских владений Кафы.
В 1399 году Херсонес/Сарсону разрушают войска хана Едигея (в тот же год, когда Едигей взял верх над Витовтом в битве на Ворскле). После разорения Едигея о Херсонесе/Сарсоне как крупном поселении уже не было известно.
Самой западной крепостью генуэзцев в Крыму была Чембало. В наши дни это — посёлок Балаклава в составе г. Севастополь, где также сохранились остатки средневековых башен.
Таким образом, территория нынешнего Севастополя оказалась в составе 3-х государств, а древний Херсонес окончательно опустел.

## От падения Херсонеса до основания Севастополя
В 1475 году к берегам Таврии подошёл турецкий флот, а высадившиеся войска одна за другой овладели генуэзскими крепостями и землями Феодоро. За Чембало закрепляется название Балаклава, за Каламитой — Инкерман.
С 1475 по 1774 годы территория нынешнего Севастополя входила в состав Кефинского эялета (провинции) Османской империи. В этот период рядом с руинами Херсонеса располагалась небольшая деревня Ахтиар (Ак-Яр, Акъяр), а главным городским центром окрестных территорий был Инкерман.
После русско-турецкой войны 1768—1774 года Османская империя подписала с Россией Кючук-Кайнарджийский договор, в результате которого Крымское ханство формально обрело независимость, но де-факто стало зависеть от России; в Крыму расположились российские войска под командованием В. М. Долгорукова-Крымского. В 1773 по его приказу в Ахтиярской бухте началось строительство береговых укреплений, его проектировал и вёл выдающийся фортификатор С. Д. Бурнашев. Посетивший бухту в 1778 году и оценивший её стратегическое значение А. В. Суворов распорядился укрепить имевшиеся батареи и заложить новые.
В 1783 году Крымское ханство было ликвидировано, его земли (Крым, Приазовье и Кубань) вошли в состав Российской империи.

## В составе Российской империи: 1783—1917 г
Первые укрепления на берегах Ахтиарской гавани русские войска под командованием А. В. Суворова начали возводить ещё в 1778 г., во время войны с турками.
8 (19) апреля 1783 г. был провозглашён императорский манифест Екатерины II «О принятии полуострова Крымского, острова Тамана и всей Кубанской стороны под Российскую державу».
2 (13) мая 1783 г. вице-адмирал Клокачев привёл в Ахтиарскую гавань из Керчи 11 кораблей Азовской флотилии. 7 мая в бухту вошла и Днепровская флотилия. На берегу корабли встречали офицеры Крымского корпуса, которым командовал генерал-поручик А. В. Суворов.
Началось сооружение домиков-мазанок, подсобных помещений и административных зданий. Крепость назвали Севастополь.
С 1797 по 1826 год название города-крепости временно было Ахтиар.
С 1802 г. в составе Таврической губернии.

В 1804 г. объявлен главным военным портом Чёрного моря Российской империи.
- Литография перспектива города гавани и укреплений Севастополя
- План крепости Севастополь. «Атлас крепостей Российской империи» — СПб., Около 1830 г.
- Карта окрестностей Севастополя, 1836
- Севастополь и окрестности в Крымскую войну. Богданович, Модест Иванович «Восточная война 1853—1856 гг.» : СПб.,Тип. Ф.Сущинского, 1876
- План Севастополя. Издание из Путеводителя 1904 г.

Севастопольское восстание 1830 г.
Оборона Севастополя во время Крымской войны 1853—1856 гг.
Севастополь частично был оккупирован англо-французами меньше года: 30.08.1855-23.06.1856.
В 1890 году причислен к разряду крепостей, а торговый порт перенесён в Феодосию.
Севастопольское восстание 1905 г..

## Севастополь в период Гражданской войны в 1917—1920 годах
- -  25 октября — 13 декабря 1917 года — Севастополь под властью Крымского краевого правительства.
- 13 декабря 1917 года — создана Крымская Народная Республика.
  -  13 декабря — 16 декабря 1917 года — Севастополь в составе Крымской Народной Республики.
- 16 декабря 1917 года — восстание матросов-большевиков, в ходе уличных боёв восставшие матросы разогнали совет рабочих, матросских и солдатских депутатов, на его месте большевики создали военно-революционный комитет. Красный террор в Севастополе.
  -  16 декабря 1917 года — 19 марта 1918 года — военно-революционный комитет. Севастополь в составе РСФСР.
- январь 1918 года — в ходе боёв между сторонниками Советов и контрреволюционных сил на территории Крыма была установлена советская власть.
  - 11 января — 13 января 1918 года — бои за Севастополь между войсками Совета народных представителей и большевиками.
- 19 марта 1918 года — создана Советская Социалистическая Республика Тавриды в составе РСФСР.
  -  19 марта — 29 апреля 1918 года — город в составе Советской Социалистической Республики Тавриды.
- 13—30 апреля 1918 года — германские войска при поддержке частей армии УНР и татарской милиции ликвидировали советскую власть на территории Крыма. Крым оккупирован германскими войсками[9].
  -  29 апреля 1918 года — стремясь не допустить захвата Черноморского флота приближающимися немецкими войсками, делегатское собрание флота приняло решение поднять на кораблях украинский флаг. Руководство флота объявило о своём подчинении правительству в Киеве[10].
- 1 мая 1918 года — город заняли войска Германской империи.
  -  1 мая — 23 ноября 1918 года — Севастополь де-факто под германской оккупацией, де-юре под управлением автономного Крымского краевого правительства (с 23 июня).
  -  3 мая 1918 года — корабли Черноморского флота, остававшиеся в Севастополе, конфискованы германскими войсками.
- 23 ноября 1918 года — город заняли французские войска.
  -  23 ноября 1918 года — 29 апреля 1919 года — Севастополь де-факто под контролем стран Антанты, де-юре под управлением Крымского краевого правительства.
- апрель 1919 года — советские войска вошли в Крым. В ходе боёв на территории Крыма была установлена советская власть.
- 28 апреля 1919 года — создана Крымская Советская Социалистическая Республика.
  -  29 апреля — 23 июня 1919 года — город в составе Крымской Советской Социалистической Республики.
- июнь 1919 года — войска ВСЮР вошли в Крым. До 26 июня белые войска заняли всю территорию Крыма и ликвидировали Крымскую Советскую Социалистическую Республику.
  -  23 июня 1919 года — 15 ноября 1920 года — Севастополь под управлением правительства Юга России.
- ноябрь 1920 года — Красная армия полностью овладела Крымом, полуостров вошёл в состав РСФСР.
  -  15 ноября 1920 года— Красная армия вошла в Севастополь. Город вошёл в состав РСФСР.

## Советский период: 1920—1991 годы

### Севастопольская оборона (1941—1942)
Над Севастополем прозвучали самые первые выстрелы Великой Отечественной войны. Немецкое командование попыталось постановкой морских мин с бомбардировщиков закупорить фарватеры главной базы Черноморского флота. 2 группы по 2 бомбардировщика в каждой производили минную постановку с использованием парашютных донных электромагнитных мин, несмотря на их своевременное обнаружение постами службы наблюдения и связи ПВО флота. Из-за боязни принять на себя ответственность за открытие огня рядом командиров, начиная с командующего флотом Ф. С. Октябрьского, зенитный огонь был открыт с большим опозданием, что позволило первой паре самолётов выставить мины в заданных районах. Из второй пары под огнём первый самолёт сбросил мины беспорядочно (одна упала на жилой дом по улице Подгорная, погибло 18 и ранено 136 мирных жителей, вторая упала на пустыре у водной станции на мысе Николаевском, не причинив вреда), а второй был сбит и упал в море у Северной косы. К сожалению, на поставленных немцами 6 минах флот понёс потери: вечером 22 июня подорвался и погиб буксир СП-12 (погибли 28 человек), 24 июня погиб 25-тонный плавучий кран, 30 июня погибла грузовозная шаланда «Днепр», 1 июля повреждён эсминец «Быстрый», который так и не удалось восстановить и он позднее был добит немецкой авиацией.
Севастопольская оборона (1941—1942) стала важным этапом в ходе боевых действий в борьбе за Крым во время Великой Отечественной войны.
К началу Великой Отечественной войны работы по укреплению Севастополя с суши не проводились; были выполнена только рекогносцировка оборонительных рубежей. С июля по ноябрь 1941 года удалось частично выполнить план по созданию сухопутной обороны, который включал три рубежа: передовой, главный и тыловой.
В Севастопольской обороне по решению Ставки Верховного Главнокомандования участвовали:
- 51-я Отдельная армия (в августе 1941 года сформирована для обороны Крыма)
- Приморская армия (в октябре 1941 года была переброшена в Крым из Одессы)

В состав флота, находившегося в Севастополе, входили: 1 линкор, 5 крейсеров, 11 эсминцев, 16 подводных лодок и др.
Оборонительная операция началась 30 октября 1941 года.

### Севастополь после войны
В послевоенные годы город был вторично полностью восстановлен. В 1950-е годы застроены кольцо улиц и площадей вокруг Центрального городского холма, в 1960-е и 1970-е годы — целый ряд новых жилых районов, в районе бывшего Куликова поля выстроен проспект Генерала Острякова, застроены кварталы на берегах Стрелецкой и Камышовой бухт, на Северной стороне. В 1954 году воссоздано здание панорамы «Оборона Севастополя 1854—1855 гг.», в 1957 году — построено новое здание городского русского драматического театра. В 1959 году открылась диорама «Штурм Сапун-горы 7 мая 1944 года». В 1964—1967 годах на площади Нахимова был сооружён Мемориал героической обороны Севастополя 1941—1942 годов. В советские годы город был одним из самых чистых и благоустроенных в СССР. В городе основывается ряд академических и отраслевых НИИ: Институт биологии южных морей (на базе Морской биологической станции) и Морской гидрофизический институт АН УССР, Севастопольское отделение государственного института океанологии и океанографии, Черноморский филиал НИИ технологии судостроения и ряд других. Появляются в Севастополе и вузы: Севастопольский приборостроительный институт, быстро вставший в ряд крупнейших политехнических вузов страны, и два высших военно-морских училища: Черноморское имени П. С. Нахимова (ЧВВМУ) в Стрелецкой балке и Севастопольское инженерное в районе Голландия (СВВМИУ).
Большую опасность представляли мины в бухтах Севастополя, которые в большим количестве ставили немецкая авиация в 1941—1942 годах, советская авиация в 1942—1944 годах и немцы перед отступлением из Севастополя в 1944 году. В июле-ноябре 1944 года велось сплошное траление бухты (ликвидировано 12 мин), в это же время 2 корабля подорвались на минах и отмечен 1 самоподрыв мины. Затем проводилось контрольное бомбометание, от которого сдетонировала ещё 1 мина. С поступлением на вооружение новых противоминных и водолазных средств с 1950 по 1953 года проводилось новое сплошное обследование всех бухт Севастополя, выявившее 24 мины.
В 1948 году указом Президиума Верховного Совета РСФСР Севастополь был «отнесён к категории городов республиканского подчинения» и, как считают российские исследователи, выведен из состава Крымской области. По мнению же украинских исследователей, указ 1948 года лишь переводил Севастополь в разряд регионов, финансировавшихся напрямую из республиканского бюджета, никак не затрагивая вопросы юридического подчинения и административно-территориального деления. Председатель исполнительного комитета Севастопольского горсовета Сергей Сосницкий присутствовал на церемонии подписания указа Президиума ВС СССР о передаче Крымской области в 1954 году; докладывая впоследствии на сессии горсовета, он заявил, что город вместе с Крымской областью передан в состав Украинской ССР.
В 1954 году, к столетию первой героической обороны, город награждён орденом Красного Знамени.
29 октября 1955 года после взрывов затонул стоявший возле Госпитальной стенки Севастопольской бухты линкор «Новороссийск». В катастрофе погибло 829 человек, включая аварийные партии с других кораблей эскадры.
8 мая 1965 года Севастополь как Город-герой был награждён медалью «Золотая Звезда».
В 1983 году Севастополь наградили орденом Октябрьской Революции.
20 января 1991 года в городе был проведён референдум, на котором 97 % жителей высказались за «статус Севастополя — главной базы Черноморского флота, города союзно-республиканского подчинения»
На всеукраинском референдуме 1 декабря 1991 года 57 % жителей Севастополя проголосовали за независимость Украины (в Крымской АССР — 54 %).

## Современность
12 февраля 1991 года Верховный Совет Украинской ССР принял Закон «О восстановлении Крымской Автономной Советской Социалистической Республики». В Статье 1 закона сказано: «Восстановить Крымскую Автономную Советскую Социалистическую Республику в пределах территории Крымской области в составе Украинской ССР». Поскольку согласно украинской позиции город Севастополь не был выведен из состава Крымской области в 1948 году, когда получил статус города республиканского подчинения, а принятие Конституции УССР в 1978 году не изменило юридического статуса таких городов (в отличие от РСФСР, конституция 1978 года которой прямо исключала их нахождение в составе областей), то Севастополь формально сохранялся в составе Крымской АССР до 1996 года, что также было отмечено в Конституции Республики Крым 1992 года.
После принятия новой конституции Украины в 1996 году Севастополь, как и столица Украины — Киев, являлся городом центрального подчинения. После принятия закона о столице Севастополь оставался единственным городом на Украине, глава городской администрации (мэр) которого не избирался, а назначался Президентом Украины. Однако городской совет Севастополя имел право наложить вето на любое решение мэра.
21 февраля 2014 года на площади Нахимова состоялось народное вече, которое выступило с пророссийскими лозунгами. 22 февраля горожане торжественно встретили как героев бойцов спецподразделения «Беркут», тогда как активисты Евромайдана, напротив, подвергались избиениям. Руководители города (Дойников и Яцуба) принял участие в Харьковском съезде, который объявил суверенитет местных администраций над подотчётными территориями. 23 февраля в Севастополе начали срывать украинские флаги и заменять их на российские триколоры. В городе прошёл митинг «Народной воли против фашизма на Украине», в котором участвовали от 25 до 200 тысяч (по оценке лидера севастопольского отделения байк-клуба «Ночные Волки») человек. Митингующие высказали своё недоверие администрации города и общим голосованием избрали «народного мэра» — предпринимателя и гражданина России Алексея Чалого. Его призвали сформировать новый исполком и отряд по охране правопорядка. На митинге также была провозглашена резолюция, в которой говорится, что Севастополь не признаёт последние решения Верховной Рады Украины и считает происходящее в стране государственным переворотом. Перед собравшимися выступил и глава горадминистрации Владимир Яцуба, который, однако, был освистан толпой.
В ходе митинга депутат городского совета Севастополя и лидер партии «Русский блок» Геннадий Басов объявил о создании отрядов самообороны из числа добровольцев.
24 февраля глава Севастопольской городской администрации Владимир Яцуба объявил о своей отставке. При этом Севастопольская городская государственная администрация (СГГА) выступила с обращением, назвав «попытку ряда радикальных организаций прибегнуть к майданной демократии, избрать нелегитимные органы власти» незаконной. Обязанности председателя СГГА после отставки Яцубы временно исполнял его заместитель Фёдор Рубанов.
У здания СГГА состоялся митинг, участники которого потребовали узаконить назначение Алексея Чалого. Все входы и выходы в администрацию были перекрыты собравшимися. После переговоров с горожанами Рубанов пообещал передать дела Чалому. Во время переговоров о передаче полномочий в здании администрации появились сотрудники СБУ и прокуратуры с ордером на арест Чалого, но собравшиеся у здания севастопольцы вынудили силовиков порвать ордер и покинуть здание. Одновременно Севастопольский городской совет на внеочередном заседании принял решение о создании исполнительного органа горсовета — Севастопольского городского управления по обеспечению жизнедеятельности города. Руководителем городского управления и председателем городского координационного совета, полномочия которого определены не были, стал Алексей Чалый — за это проголосовали все 49 присутствующих депутата из 75 по списку. Решение оказалось компромиссом между местной властью и протестующими, требовавшими назначить Чалого председателем горисполкома. Участники митинга вывесили на обоих флагштоках рядом с администрацией российские флаги.
6 марта 2014 года на внеочередной сессии Севастопольского городского совета были приняты решения о вхождении города Севастополя в состав Российской Федерации, о поддержке решения Верховного Совета Автономной Республики Крым о проведении общекрымского референдума и об участии города в его проведении. Тем временем военные без знаков различия заблокировали штаб ВМС Украины; 15 марта они же заняли военную прокуратуру.
11 марта 2014 года Севастопольский городской совет и Верховный Совет АРК приняли Декларацию о независимости Автономной Республики Крым и города Севастополя.
16 марта был проведён референдум о статусе Крыма. 17 марта протокол Севастопольской городской комиссии референдума был единогласно утверждён городским советом. Согласно протоколу, в референдуме приняло участие 89,5 % избирателей Севастополя и 95,6 % из них высказались за присоединение Крыма к России.
На территории Крыма была провозглашена независимая Республика Крым, в которую Севастополь вошёл как город с особым статусом. Севастопольский городской совет обратился к России с инициативой о включении города Севастополя в состав РФ как отдельного субъекта (города федерального значения), а позже объявил себя Законодательным собранием Севастополя.
18 марта в Георгиевском зале Большого Кремлёвского дворца был подписан межгосударственный договор между Россией и Республикой Крым о вхождении Республики Крым, включая город Севастополь, в состав России в качестве двух новых субъектов — Республики Крым и города федерального значения Севастополя, который юридически оформил российскую аннексию Крыма. Через три дня президент России Владимир Путин подписал Федеральный конституционный закон «О принятии в Российскую Федерацию Республики Крым и образовании в составе Российской Федерации новых субъектов — Республики Крым и города федерального значения Севастополя» и Федеральный закон «О ратификации Договора между Российской Федерацией и Республикой Крым о принятии в Российскую Федерацию Республики Крым и образовании в составе Российской Федерации новых субъектов».
1 апреля депутаты законодательного собрания Севастополя постановили, что высшим должностным лицом города Севастополя является губернатор города Севастополя. В этот же день они единогласно приняли решение о назначении Алексея Чалого исполняющим обязанности губернатора города.
2 апреля президент Путин подписал указ о включении Севастополя в состав Южного военного округа.
11 апреля Севастополь включён в перечень субъектов Российской Федерации в Конституции России. В тот же день был принят Устав Севастополя.

### Севастополь во время российско-украинской войны (с 2022 года)
Севастополь служит основной базой Черноморского флота России. На его территории размещаются командные пункты, верфи, склады, аэродромы и другая военная инфраструктура. С началом конфликта город стал логистическим и операционным центром для российских сил на южном направлении.
С 2022 года Вооружённые Силы Украины начали наносить удары по военным объектам в районе Севастополя. Целями становились склады боеприпасов, штабы, корабли и инфраструктура флота.
- 22 сентября 2023 года — украинский ракетный удар по штабу Черноморского флота. По утверждению украинской стороны, при ударе по штабу в Севастополе погибло 34 офицера, включая командующего Черноморским флотом — адмирала Виктора Соколова.[55].
- 2023–2024 гг. — серия атак морскими дронами. Повреждены и уничтожены несколько российских кораблей[56].
- Январь 2024 года — потоплен десантный корабль «Цезарь Куников» у побережья Крыма[57].
- Март 2024 года — нанесён удар по ремонтному заводу в Севастополе, повреждены склады и ангары[58].
- Июль 2024 года — в результате атаки повреждён корабль связи и два вспомогательных судна[59].

Российские власти в Севастополе регулярно сообщали о работе ПВО и повреждениях инфраструктуры. Гражданское население сообщало о взрывах, эвакуациях и временных отключениях света и связи.
Украинские официальные лица подчёркивали, что удары наносятся исключительно по военным объектам, а цель — ослабить логистику и флот РФ в Чёрном море.
Несмотря на усиление противовоздушной обороны, удары продолжаются. В 2025 году украинские силы активизировали атаки дронами, в том числе комбинированными ударами с моря и воздуха.